# Föritz
Föritz is een plaats en voormalige gemeente in de Duitse deelstaat Thüringen, en maakt deel uit van de Landkreis Sonneberg.
Föritz telt  inwoners.
Föritz fuseerde op 6 juli 2018 met Judenbach en Neuhaus-Schierschnitz tot de huidige gemeente Föritztal.